# جمعه ولاد شیخ
جمعه ولاد شیخ (به عربی: جمعة ولاد الشیخ) یک شهرداری در الجزایر است که در استان عین الدفلی واقع شده‌است.